# كنيسة الرجاء الإنجيلية اللوثرية
كنيسة الرجاء الإنجيلية اللوثرية أو كنيسة الأمل، هي كنيسة إنجيلية لوثرية في الأراضي المقدسة ضمن الكنيسة الإنجيلية اللوثرية في الأردن والأراضي المقدسة، أسسها القس اللوثري الفلسطيني باسم نجم في رام الله عام 1961.

## التاريخ
تأسست كنيسة الرجاء الإنجيلية اللوثرية بتاريخ 12 نوفمبر 1961 على يد القس اللوثري الفلسطيني باسم نجم، وقد شارك برفقته في وضع حجر أساسها أسقف برلين كورت شارف [الإنجليزية].
بتاريخ 5 فبراير 2023 جرى افتتاح مشروع ترميم وإعادة تأهيل مرافق الكنيسة بحضور كل من موسى حديد وسني إبراهيم عازر ومنيب يونان.

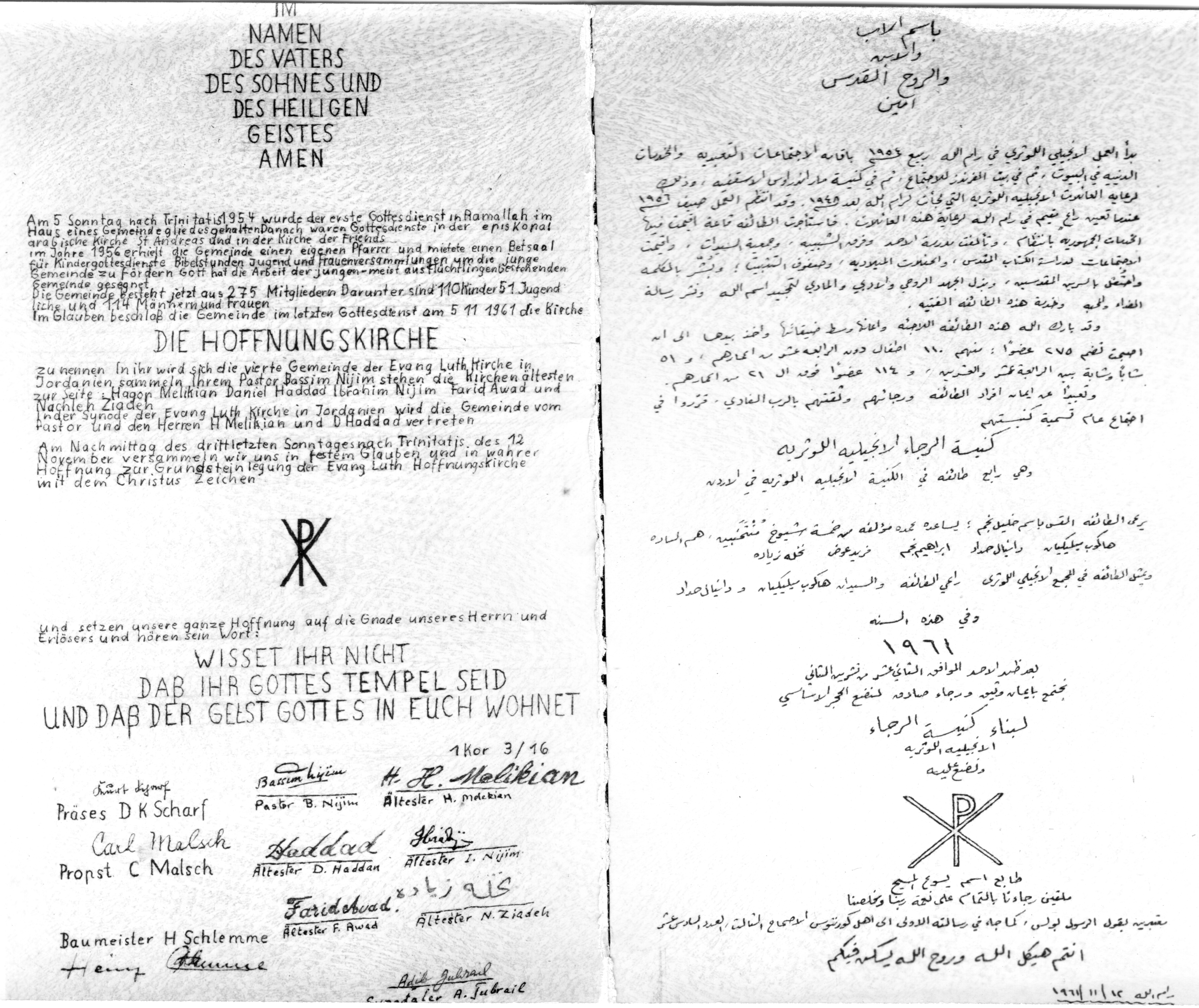
حجر الأساس، 1961
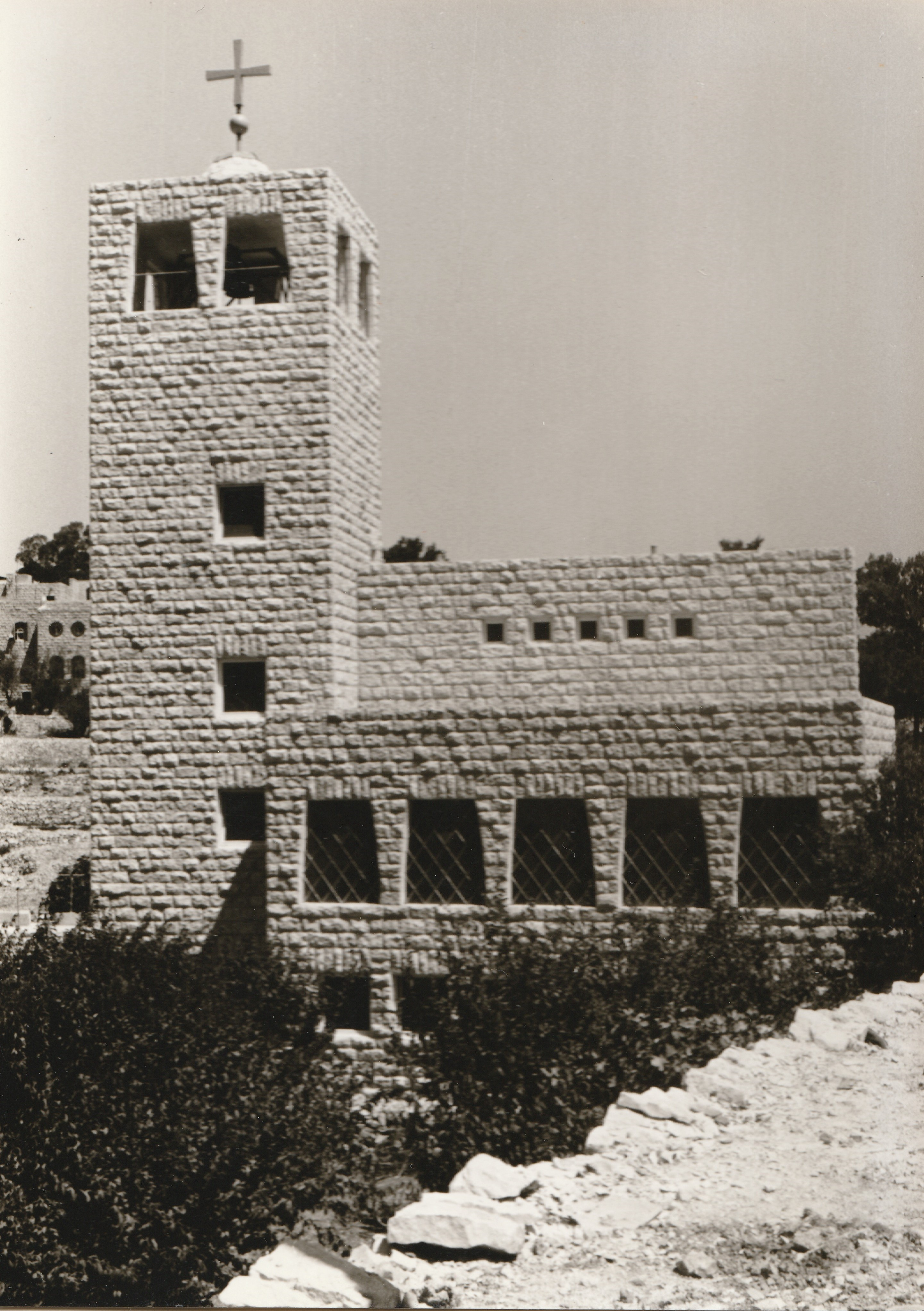
الكنيسة، 1963
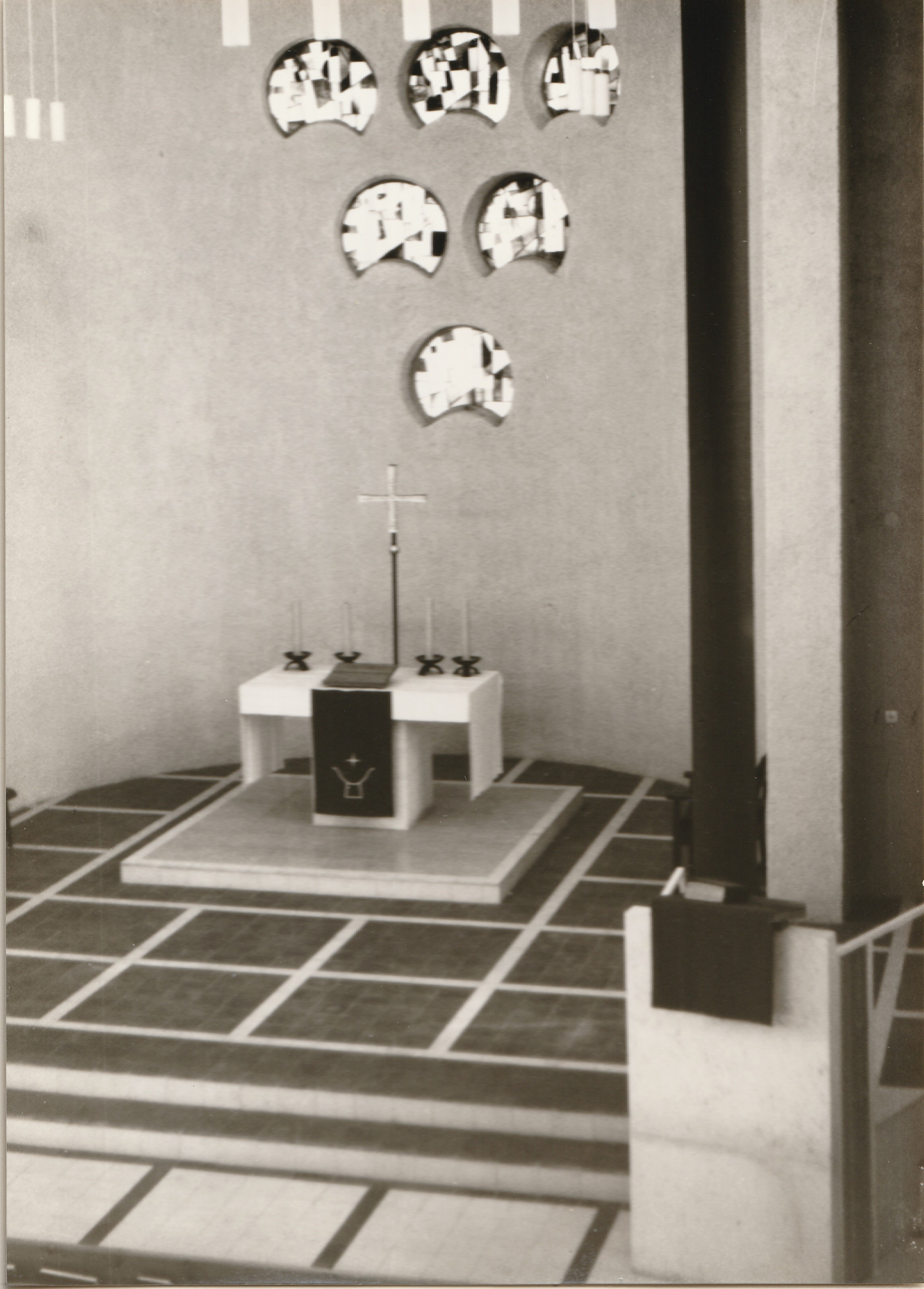
الكنيسة، 1963

## أبرز رعاة الكنيسة
تولى رئاسة الكنيسة عدد من الشخصيات اللوثرية الفلسطينية، كان من أبرزهم:
- الرئيس والراعي الأول: باسم نجم، منذ عام 1956 وحتى وفاته عام 1983.[1]
- الرئيس والراعي الثاني: منيب يونان، منذ عام 1984 وحتى عام 1998.[1]